# Tlokweng
Tlokweng ist eine Stadt innerhalb des South East District in Botswana. 

## Geographie
Bei der letzten Volkszählung 2022 hatte Tlokweng 55.517 Einwohner. Im Jahr 2011 waren es hingegen nur 35.982 Einwohner. 2001 wurden erst 21.133 Einwohner gezählt, so dass das jährliche Bevölkerungswachstum durchschnittlich 5,5 % betrug. Die Stadt liegt am Ostrand der Hauptstadt Gaborone, getrennt durch den Fluss Notwane. Bis zur Grenze nach Südafrika sind es 15 Kilometer. 

## Geschichte
Der Ortsname ist von der Bezeichnung Batlokwa für einen Stamm der Batswana abgeleitet. 

## Infrastruktur
Tlokweng dient überwiegend als Wohnort für Arbeitnehmer in Gaborone. In Tlokweng gibt es ein SOS-Kinderdorf. 
Die Stadt liegt an der A12, die Gaborone mit Südafrika verbindet. 